# 巴尔德亚韦罗
巴尔德亚韦罗，是西班牙马德里自治区的一个市镇。总面积19平方公里，总人口702人（2001年），人口密度37人/平方公里。